# アルバータ州首相
アルバータ州首相（Premier of Alberta）は、カナダのアルバータ州の州首相である。
以下の一覧では、アルバータ州およびサスカチュワン州が分割される1905年以前のノースウエスト準州の首相についても記す。

## ノースウエスト準州首相
| 代 | 氏名                       | 所属政党       | 就任日        | 退任日       |
| -- | -------------------------- | -------------- | ------------- | ------------ |
| 1  | フレデリック・ホールテイン | 自由党・保守党 | 1897年10月7日 | 1905年9月1日 |

## アルバータ州首相
| 代 | 氏名                                     | 所属政党           | 就任日         | 退任日         |
| -- | ---------------------------------------- | ------------------ | -------------- | -------------- |
| 1  | アレクサンダー・キャメロン・ラザフォード | 自由党             | 1905年9月2日   | 1910年5月26日  |
| 2  | アーサー・シフトン                       | 自由党             | 1910年5月26日  | 1917年10月30日 |
| 3  | チャールズ・ステュアート                 | 自由党             | 1917年10月30日 | 1921年8月13日  |
| 4  | ハーバート・グリーンフィールド           | アルバータ農民連合 | 1921年8月13日  | 1925年11月23日 |
| 5  | ジョン・エドワード・ブラウンリー         | アルバータ農民連合 | 1925年11月23日 | 1934年7月10日  |
| 6  | リチャード・ギャビン・リード             | アルバータ農民連合 | 1934年7月10日  | 1935年9月3日   |
| 7  | ウィリアム・エイバーハート               | 社会信用党         | 1935年9月3日   | 1943年5月23日  |
| 8  | アーネスト・マニング                     | 社会信用党         | 1943年5月31日  | 1968年12月12日 |
| 9  | ハリー・ストロム                         | 社会信用党         | 1968年12月12日 | 1971年9月10日  |
| 10 | ピーター・ローヒード                     | 進歩保守党         | 1971年9月10日  | 1985年11月1日  |
| 11 | ドン・ゲッティ                           | 進歩保守党         | 1985年11月1日  | 1992年12月13日 |
| 12 | ラルフ・クライン                         | 進歩保守党         | 1992年12月14日 | 2006年12月14日 |
| 13 | エド・ステルマック                       | 進歩保守党         | 2006年12月14日 | 2011年10月7日  |
| 14 | アリソン・レッドフォード                 | 進歩保守党         | 2011年10月7日  | 2014年3月23日  |
| 15 | デイヴ・ハンコック                       | 進歩保守党         | 2014年3月23日  | 2014年9月15日  |
| 16 | ジム・プレンティス                       | 進歩保守党         | 2014年9月15日  | 2015年5月24日  |
| 17 | レイチェル・ノトリー                     | 新民主党           | 2015年5月24日  | 2019年4月30日  |
| 18 | ジェイソン・ケニー                       | 統一保守党         | 2019年4月30日  | 2022年10月11日 |
| 19 | ダニエル・スミス                         | 統一保守党         | 2022年10月11日 | （現職）       |